# Nederländerna i olympiska sommarspelen 2004
Nederländerna i olympiska sommarspelen 2004 bestod av idrottare som blivit uttagna av Nederländernas olympiska kommitté.

## Badminton
Damsingel
- Mia Audina - silver
- Yao Jie - utslagen i åttondelsfinalen

Damdubbel
- Lotte Bruil och Mia Audina - utslagna i kvartsfinalen

Mixeddubbel
- Chris Bruil och Lotte Bruil - utslagna i åttondelsfinalen

## Baseboll
I gruppspelet mötte alla lag varandra och de fyra bästa lagen (Japan, Kuba, Kanada och Australien) gick vidare. 
| Nation        | Segrar | Förluster | Tiebreaker |
| ------------- | ------ | --------- | ---------- |
| Japan         | 6      | 1         | 1-0        |
| Kuba          | 6      | 1         | 0-1        |
| Kanada        | 5      | 2         |            |
| Australien    | 4      | 3         |            |
| Kina-Taipei   | 3      | 4         |            |
| Nederländerna | 2      | 5         |            |
| Grekland      | 1      | 6         | 1-0        |
| Italien       | 1      | 6         | 0-1        |

## Bordtennis
Herrsingel
- Danny Heister
- Trinko Keen

## Bågskytte
Herrarnas individuella
- Wietse van Alten - 27:e plats
- Ron van der Hoff - 30:e plats
- Pieter Custers - 44:e plats

Herrarnas lagtävling
- Pieter Custers, Wietse van Alten, och Ron van der Hoff - 5:e plats

## Cykling

### Landsväg
Herrarnas linjelopp
- Max van Heeswijk - 17:a plats, 5:41:56
- Erik Dekker - 41:a plats, 5:42:29
- Karsten Kroon - 52:a plats, 5:47:13
- Servais Knaven - fullföljde inte
- Michael Boogerd - fullföljde inte

Damernas linjelopp
- Mirjam Melchers - 6:a plats, 3:25:06
- Anouska van der Zee - fullföljde inte
- Leontien van Moorsel - fullföljde inte

Herrarnas tempolopp
- Thomas Dekker - 20:a plats, 1:00:37.49

Damernas tempolopp
- Leontien van Moorsel - guld, 31:11.53
- Mirjam Melchers - 13:a plats, 33:01.58

### Bana
Herrarnas förföljelse
- Levi Heimans - startade inte

Damernas förföljelse
- Leontien van Moorsel - brons

Herrarnas lagförföljelse
- Levi Heimans, Jens Mouris, Peter Schep, och Jeroen Straathof - första omgången, 5:e plats

Herrarnas sprint
- Theo Bos - final, silver
- Teun Mulder - klassificering 9-12, 10:e plats

Damernas sprint
- Yvonne Hijgenaar - klassificering 9-12, 11:e plats

Herrarnas lagsprint
- Jan Bos, Theo Bos, och Teun Mulder - första omgången, 6:e plats

Damernas tempolopp
- Yvonne Hijgenaar - 5:e plats, 34.532 sekunder

Herrarnas tempolopp
- Theo Bos - 5:e plats, 1:01.986
- Teun Mulder - 11:e plats, 1:03.165

Herrarnas poänglopp
- Peter Schep - 7:e plats, 58 poäng

Damernas poänglopp
- Adrie Visser - 10:e plats, 5 poäng

Herrarnas keirin
- Theo Bos - klassificering 7-12, 11:e plats
- Teun Mulder - första återkvalet, ingen placering

Herrarnas Madison
- Robert Slippens och Danny Stam - 14:e plats, 2 poäng (-1 varv)

### Mountainbike
Herrarnas terränglopp
- Bart Brentjens - brons, 2:17:05
- Bas Peters - 13:e plats, 2:21:44
- Thijs Al - 25:e plats, 2:27:13

Damernas terränglopp
- Elsbeth van Rooy-Vink - 5:e plats, 2:01:41

## Friidrott
Herrarnas 110 meter häck
- Gregory Sedoc - Omgång 2, DNF

Herrarnas 800 meter
- Bram Som - Semifinal, 1:45.5 (did not advance)

Herrarnas 1 500 meter
- Gert-Jan Liefers - Final, 3:37.17 (8:e plats)

Herrarnas 3 000 meter hinder
- Simon Vroemen - Final, 8:13.25 (6:e plats)

Herrarnas 10 000 meter
- Kamiel Maase - Final, 28:23.29 (14:e plats)

Damernas 10 000 meter
- Lornah Kiplagat - 30:31.92 (5:e plats)

Herrarnas 4 x 100 meter
- Timothy Beck, Troy Douglas, Patrick van Balkom, and Caimin Douglas - Omgång 1, DNF (gick inte vidare)

Damernas 4 x 100 meter
- Annemarie Kramer, Pascal van Assendelft, Jacqueline Poelman, och Joan van den Akker - Omgång 1, DNF

Herrarnas tiokamp
- Chiel Warners - 8343 poäng (5:e plats)
- Eugène Martineau - 7185 poäng (29:e plats)

Damernas sjukamp
- Karin Ruckstuhl - 6108 poäng (16:e plats)

Herrarnas maraton
- Luc Krotwaar - DNS

Herrarnas stavhopp
- Rens Blom - Final, 5.65 meter (9:e plats)

Herrarnas kulstötning
- Rutger Smith - Omgång 1, 19.69 meter (gick inte vidare)

Damernas kulstötning
- Lieja Tunks - Omgång 1: 18.38 meter, Final: 18.14 meter (11:e plats)

Herrarnas diskuskastning
- Rutger Smith - Omgång 1, 61.11 meter (gick inte vidare)

## Fäktning
Värja, damer
- Sonja Tol - slogs ut i sextndelsfinalen

## Gymnastik
Damernas artistic:
- Suzanne Harmes - gick inte vidare i någon gren
- Laura van Leeuwen - gick inte vidare i någon gren

Herrar, trampolin
- Alan Villafuerte - 15:e plats

Damer, trampolin
- Andrea Lenders - 8:e plats

## Judo
Herrarnas halv mellanvikt (-81 kg)
- Guillaume Elmont - besegrades i sextondelsfinalen

MHerrarnas mellanvikt (-90 kg)
- Mark Huizinga - brons; besegrades i åttondelsfinalen; vann återkvalet

Herrarnas halv tungvikt (-100 kg)
- Elco van der Geest - defeated i semifinalen; förlorade återkvalet

Herrarnas tungvikt (+100 kg)
- Dennis van der Geest - brons; besegrades i kvartsfinalen; vann återkvalet

Damernas lättvikt (-57 kg)
- Deborah Gravenstijn - brons; besegrades i semifinalen; vann återkvalet

Damernas mellanvikt (-70 kg)
- Edith Bosch - silver; besegrades i finalen

Damernas halv tungvikt (-78 kg)
- Claudia Zwiers - besegrades i sextondelsfinalen; återkval round of 32

## Kanotsport
Slalom
Herrarnas K-1 slalom
- Sam Oud - final, 8:e plats
- Floris Braat - semifinal, 17:e plats

## Konstsim
Damernas duett
- Bianca van der Velden
- Sonja van der Velden

## Landhockey

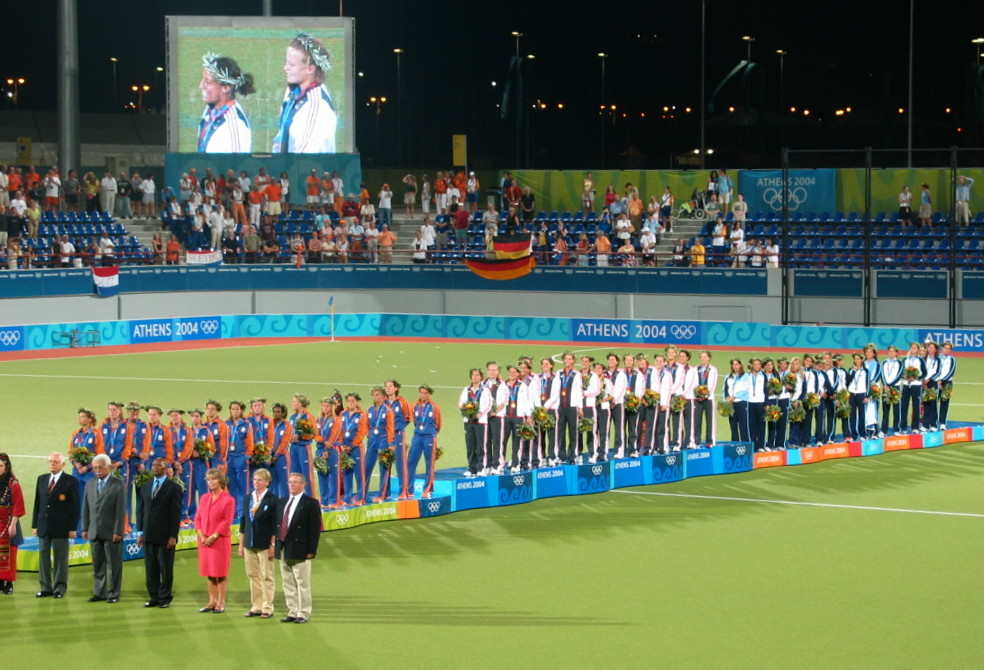
Nederländska laget (blått/orange) på podiet efter att ha vunnit silver

Herrar
Coach: Terry Walsh
| 1. Guus Vogels (GK) 2. Rob Derikx 3. Geert-Jan Derikx 4. Erik Jazet 5. Floris Evers 6. Sander van der Weide 7. Ronald Brouwer 8. Taeke Taekema | 1. Marten Eikelboom 2. Jeroen Delmee (c) 3. Klaas Veering (GK) 4. Teun de Nooijer 5. Karel Klaver 6. Rob Reckers 7. Matthijs Brouwer 8. Jesse Mahieu |

Gruppspel
| Lag           | Pld | W | D | L | GF | GA | GD  | Pts |
| ------------- | --- | - | - | - | -- | -- | --- | --- |
| Nederländerna | 5   | 5 | 0 | 0 | 16 | 9  | +7  | 15  |
| Australien    | 5   | 3 | 1 | 1 | 14 | 10 | +10 | 10  |
| Nya Zeeland   | 5   | 3 | 0 | 2 | 13 | 11 | +2  | 9   |
| Indien        | 5   | 1 | 1 | 3 | 11 | 13 | −2  | 4   |
| Sydafrika     | 5   | 1 | 0 | 4 | 9  | 15 | −6  | 3   |
| Argentina     | 5   | 0 | 2 | 3 | 8  | 13 | −5  | 2   |

Slutspel
|  | Semifinaler     | Semifinaler         |   |                   | Final           | Final |  |
|  |                 |                     |   |                   |                 |       |  |
|  | 25 augusti 2004 |                     |   |                   |                 |       |  |
|  | Nederländerna   | 3                   |   |                   |                 |       |  |
|  | Tyskland        | 2                   |   |                   |                 |       |  |
|  |                 |                     |   |                   |                 |       |  |
|  |                 |                     |   |                   | 27 augusti 2004 |       |  |
|  |                 |                     |   |                   | Nederländerna   | 1     |  |
|  |                 | Australien (a.e.t.) | 2 |                   |                 |       |  |
|  |                 |                     |   |                   |                 |       |  |
|  |                 |                     |   |                   |                 |       |  |
|  |                 |                     |   |                   | Bronsmatch      |       |  |
|  | 25 augusti 2004 | 25 augusti 2004     |   | 27 augusti 2004   | 27 augusti 2004 |       |  |
|  | Spanien         | 3                   |   | Tyskland (a.e.t.) | 4               |       |  |
|  | Australien      | 6                   |   |                   | Spanien         | 3     |  |

Damer
Head Coach: Marc Lammers

1. Clarinda Sinnige (GK)
2. Lisanne de Roever (GK)
3. Macha van der Vaart
4. Fatima Moreira de Melo
5. Jiske Snoeks
6. Maartje Scheepstra
7. Miek van Geenhuizen
8. Sylvia Karres
9. Mijntje Donners (c)
10. Ageeth Boomgaardt
11. Minke Smeets
12. Minke Booij
13. Janneke Schopman
14. Chantal de Bruijn
15. Eefke Mulder
16. Lieve van Kessel

Gruppspel
| Lag           | Pld | W | D | L | GF | GA | GD | Pts |
| ------------- | --- | - | - | - | -- | -- | -- | --- |
| Nederländerna | 4   | 4 | 0 | 0 | 14 | 5  | +9 | 12  |
| Tyskland      | 4   | 2 | 0 | 2 | 6  | 10 | −4 | 6   |
| Sydkorea      | 4   | 1 | 1 | 2 | 9  | 8  | +1 | 4   |
| Australien    | 4   | 1 | 1 | 2 | 6  | 5  | +1 | 4   |
| Sydafrika     | 4   | 1 | 0 | 3 | 5  | 12 | −7 | 3   |

Slutspel
|  | Semifinaler          | Semifinaler     |   |                 | Final           | Final |  |
|  |                      |                 |   |                 |                 |       |  |
|  | 24 augusti 2004      |                 |   |                 |                 |       |  |
|  | Nederländerna (p.s.) | 2 (4)           |   |                 |                 |       |  |
|  | Argentina            | 2 (2)           |   |                 |                 |       |  |
|  |                      |                 |   |                 |                 |       |  |
|  |                      |                 |   |                 | 26 augusti 2004 |       |  |
|  |                      |                 |   |                 | Nederländerna   | 1     |  |
|  |                      | Tyskland        | 2 |                 |                 |       |  |
|  |                      |                 |   |                 |                 |       |  |
|  |                      |                 |   |                 |                 |       |  |
|  |                      |                 |   |                 | Bronsmatch      |       |  |
|  | 24 augusti 2004      | 24 augusti 2004 |   | 26 augusti 2004 | 26 augusti 2004 |       |  |
|  | Kina                 | 0 (3)           |   | Argentina       | 1               |       |  |
|  | Tyskland (p.s.)      | 0 (4)           |   |                 | Kina            | 0     |  |

## Ridsport

### Dressyr
| Idrottare                                                           | Häst      | Gren                 | Grand Prix | Grand Prix | Grand Prix Special | Grand Prix Special | Grand Prix Fristil | Grand Prix Fristil | Totalt           | Totalt           |
| Idrottare                                                           | Häst      | Gren                 | Poäng      | Placering  | Poäng              | Placering          | Poäng              | Placering          | Poäng            | Placering        |
| ------------------------------------------------------------------- | --------- | -------------------- | ---------- | ---------- | ------------------ | ------------------ | ------------------ | ------------------ | ---------------- | ---------------- |
| Imke Bartels                                                        | Lancet    | Individuell dressyr  | 69,750     | 15 Q       | 71,720             | 13 Q               | 74,850             | 12                 | 72,107           | 11               |
| Sven Rothenberger                                                   | Barclay I | Individuell dressyr  | 69,833     | 14 Q       | 69,040             | 7                  | Gick inte vidare   | Gick inte vidare   | Gick inte vidare | Gick inte vidare |
| Marlies van Baalen                                                  | Idocus    | Individuell dressyr  | 64,583     | 43         | Gick inte vidare   | Gick inte vidare   | Gick inte vidare   | Gick inte vidare   | Gick inte vidare | Gick inte vidare |
| Anky van Grunsven                                                   | Salinero  | Individuell dressyr  | 74,208     | 3 Q        | 77,800             | 2 Q                | 85,825             | 1                  | 79,278           | 1                |
| Imke Bartels Sven Rothenberger Marlies van Baalen Anky van Grunsven | Se ovan   | Lagtävling i dressyr | i.u.       | i.u.       | i.u.               | i.u.               | i.u.               | i.u.               | 71,264           | 4                |

### Hoppning
| Ryttare                                                         | Häst         | Gren                  | Kval     | Kval      | Kval     | Kval     | Kval      | Kval     | Kval     | Kval      | Final            | Final            | Final            | Final            | Final            | Totalt           | Totalt           |
| Ryttare                                                         | Häst         | Gren                  | Omgång 1 | Omgång 1  | Omgång 2 | Omgång 2 | Omgång 2  | Omgång 3 | Omgång 3 | Omgång 3  | Omgång A         | Omgång A         | Omgång B         | Omgång B         | Omgång B         | Totalt           | Totalt           |
| Ryttare                                                         | Häst         | Gren                  | Straff   | Placering | Straff   | Totalt   | Placering | Straff   | Totalt   | Placering | Straff           | Placering        | Straff           | Totalt           | Placering        | Straff           | Placering        |
| --------------------------------------------------------------- | ------------ | --------------------- | -------- | --------- | -------- | -------- | --------- | -------- | -------- | --------- | ---------------- | ---------------- | ---------------- | ---------------- | ---------------- | ---------------- | ---------------- |
| Gert-Jan Bruggink                                               | Joel         | Individuell hoppning  | 4        | =19       | 0        | 4        | =5 Q      | 4        | 8        | =5 Q      | 12               | =30              | Gick inte vidare | Gick inte vidare | Gick inte vidare | Gick inte vidare | Gick inte vidare |
| Gerco Schröder                                                  | Monaco       | Individuell hoppning  | 5        | =31       | 8        | 13       | =33 Q     | 13       | 17       | 21        | Gick inte vidare | Gick inte vidare | Gick inte vidare | Gick inte vidare | Gick inte vidare | Gick inte vidare | Gick inte vidare |
| Wim Schröder                                                    | Montreal     | Individuell hoppning  | 0        | =1        | 4        | 4        | =5 Q      | 8        | 12       | =13 Q     | 4                | =4 Q             | Eliminerad       | Eliminerad       | Eliminerad       | Eliminerad       | Eliminerad       |
| Leopold van Asten                                               | Fleche Rouge | Individuell hoppning  | 4        | =19       | 4        | 8        | =16 Q     | 8        | 16       | =19 Q     | 12               | =30              | Gick inte vidare | Gick inte vidare | Gick inte vidare | Gick inte vidare | Gick inte vidare |
| Gert-Jan Bruggink Gerco Schröder Wim Schröder Leopold van Asten | Se ovan      | Lagtävling i hoppning | i.u.     | i.u.      | i.u.     | i.u.     | i.u.      | i.u.     | i.u.     | i.u.      | 8                | =1 Q             | 16               | 24               | =6               | 24               | 4                |

## Rodd
Herrar
| Idrottare | Gren                        | Heat    | Heat      | Återkval | Återkval  | Semifinal | Semifinal | Final   | Final     | Final |
| Idrottare | Gren                        | Tid     | Placering | Tid      | Placering | Tid       | Placering | Tid     | Placering |       |
| --- | --------------------------- | ------- | --------- | -------- | --------- | --------- | --------- | ------- | --------- | ----- |
| Dirk Lippits | Singelsculler               | 7:21,19 | 3 R       | 7:01,39  | 2 SA/B/C  | 7:05,94   | 5 FC      | 6:58,20 | 16        |       |
| Joeri de Groot Karel Dormans Ivo Snijders Gerard van der Linden                                                                                                   | Lättvikts-fyra utan styrman | 5:52,52 | 2 SA/B    | BYE      | BYE       | 5:57,47   | 2 FA      | 5:58,94 | 4         |       |
| Michiel Bartman Chun Wei Cheung (styrman) Geert-Jan Derksen Gerritjan Eggenkamp Jan Willem Gabriëls Daniël Mensch Diederik Simon Matthijs Vellenga Gijs Vermeulen | Åtta med styrman            | 5:25,26 | 2 R       | 5:31,92  | 1 FA      | i.u.      | i.u.      | 5:43,75 | 2         |       |

Damer
| Idrottare | Gren                    | Heat    | Heat      | Återkval | Återkval  | Semifinal | Semifinal | Final   | Final     | Final |
| Idrottare | Gren                    | Tid     | Placering | Tid      | Placering | Tid       | Placering | Tid     | Placering |       |
| --- | ----------------------- | ------- | --------- | -------- | --------- | --------- | --------- | ------- | --------- | ----- |
| Femke Dekker | Singelsculler           | 7:55,50 | 3 R       | 7:39,84  | 2 SA/B/C  | 8:10,76   | 6 FB      | 7:39,15 | 10        |       |
| Kirsten van der Kolk Marit van Eupen | Lättvikts-dubbelsculler | 7:00,46 | 3 R       | 6:52,53  | 1 SA/B    | 6:53,10   | 2 FA      | 6:58,54 | 3         |       |
| Annemiek de Haan Hurnet Dekkers Nienke Hommes Sarah Siegelaar Marlies Smulders Helen Tanger Annemariek van Rumpt Froukje Wegman Ester Workel (styrman) | Åtta med styrman        | 6:04,10 | 1 FA      | BYE      | BYE       | i.u.      | i.u.      | 6:19,85 | 3         |       |

## Segling
Herrar
| Seglare                         | Gren      | Lopp | Lopp | Lopp | Lopp | Lopp | Lopp | Lopp | Lopp | Lopp | Lopp | Lopp | Summerad poäng | Finalplacering |
| Seglare                         | Gren      | 1    | 2    | 3    | 4    | 5    | 6    | 7    | 8    | 9    | 10   | M*   | Summerad poäng | Finalplacering |
| ------------------------------- | --------- | ---- | ---- | ---- | ---- | ---- | ---- | ---- | ---- | ---- | ---- | ---- | -------------- | -------------- |
| Joeri van Dijk                  | Mistral   | 26   | 18   | 16   | 17   | 28   | 15   | 10   | 17   | 13   | 26   | 19   | 177            | 20             |
| Jaap Zielhuis                   | Finnjolle | 22   | 19   | 18   | 12   | 13   | 7    | 12   | 16   | 14   | 13   | 12   | 136            | 19             |
| Kalle Coster Sven Coster        | 470       | 4    | 21   | 4    | 16   | 12   | 18   | 6    | 8    | 6    | 22   | 6    | 101            | 6              |
| Mark Neeleman Peter van Niekerk | Starbåt   | 14   | 10   | 14   | 12   | 8    | 4    | 15   | 10   | 17   | 10   | 1    | 98             | 14             |

M = Medaljlopp; EL = Eliminerad – gick inte vidare till medaljloppet;
Damer
| Seglare                                         | Gren        | Lopp | Lopp | Lopp | Lopp | Lopp | Lopp | Lopp | Lopp | Lopp | Lopp | Lopp | Summerad poäng | Finalplacering |
| Seglare                                         | Gren        | 1    | 2    | 3    | 4    | 5    | 6    | 7    | 8    | 9    | 10   | M*   | Summerad poäng | Finalplacering |
| ----------------------------------------------- | ----------- | ---- | ---- | ---- | ---- | ---- | ---- | ---- | ---- | ---- | ---- | ---- | -------------- | -------------- |
| Carolijn Brouwer                                | Europajolle | 19   | DSQ  | 18   | 21   | 15   | 17   | 18   | 13   | 8    | 20   | 2    | 151            | 19             |
| Margriet Matthijsse Lisa Westerhof              | 470         | 10   | DSQ  | 1    | RDG  | 4    | 10   | 7    | 7    | 19   | 12   | 15   | 100            | 9              |
| Annemieke Bes Petronella de Jong Annelies Thies | Yngling     | 8    | 1    | 13   | 8    | 3    | 5    | 8    | RDG  | 5    | 4    | 2    | 56             | 4              |

M = Medaljlopp; EL = Eliminerad – gick inte vidare till medaljloppet;
Öppen
| Seglare                      | Gren    | Lopp | Lopp | Lopp | Lopp | Lopp | Lopp | Lopp | Lopp | Lopp | Lopp | Lopp | Summerad poäng | Finalplacering |
| Seglare                      | Gren    | 1    | 2    | 3    | 4    | 5    | 6    | 7    | 8    | 9    | 10   | M*   | Summerad poäng | Finalplacering |
| ---------------------------- | ------- | ---- | ---- | ---- | ---- | ---- | ---- | ---- | ---- | ---- | ---- | ---- | -------------- | -------------- |
| Mitch Booth Herbert Dercksen | Tornado | 11   | 5    | 10   | 4    | 4    | 3    | 1    | 10   | 6    | 7    | 17   | 61             | 5              |

M = Medaljlopp; EL = Eliminerad – gick inte vidare till medaljloppet;

## Taekwondo
| Idrottare       | Gren             | Åttondelsfinaler       | Kvartsfinaler        | Semifinaer           | Återkval             | Bronsmatch           | Final                | Final            |
| Idrottare       | Gren             | Motståndare Resultat   | Motståndare Resultat | Motståndare Resultat | Motståndare Resultat | Motståndare Resultat | Motståndare Resultat | Placering        |
| --------------- | ---------------- | ---------------------- | -------------------- | -------------------- | -------------------- | -------------------- | -------------------- | ---------------- |
| Patrick Stevens | Herrarnas −80 kg | Negrel (FRA) L 10–13   | Gick inte vidare     | Gick inte vidare     | Gick inte vidare     | Gick inte vidare     | Gick inte vidare     | Gick inte vidare |
| Charmie Sobers  | Damernas −67 kg  | Bainbridge (GBR) W 7–6 | Rivero (PHI) L 4–10  | Gick inte vidare     | Gick inte vidare     | Gick inte vidare     | Gick inte vidare     | Gick inte vidare |

## Triathlon
| Triathlet      | Gren               | Simning (1,5 km) | Trans 1 | Cykling (40 km) | Trans 2 | Löpning (10 km) | Total tid  | Placering |
| -------------- | ------------------ | ---------------- | ------- | --------------- | ------- | --------------- | ---------- | --------- |
| Wieke Hoogzaad | Damernas triathlon | 19:44            | 0:21    | 1:10:42         | 0:24    | 39:21           | 2:09:47,21 | 25        |
| Tracy Looze    | Damernas triathlon | 20:40            | 0:21    | 1:12:48         | 0:25    | 37:07           | 2:10:35,81 | 29        |